# Карамзино (Зубцовское сельское поселение)
Карамзино́ — деревня в Зубцовском районе Тверской области.
Входит в состав Зубцовского сельского поселения. До 2006 года входила в состав Пищалинского сельского округа. К югу от Зубцова есть еще одна деревня Карамзино, бывший центр Карамзинского сельского округа.
Расположено в 12 километрах к северо-востоку от районного центра Зубцов, на речке Щербихе, в 3 км от реки Волги.
Население по переписи 2002 года — 15 человек, 9 мужчин, 6 женщин.
В 1997 году — 10 хозяйств, 18 жителей. Отделение АО «Трудовик».

## История
По данным 1859 года деревня имела 226 жителей при 20 дворах.
В 1888 году деревня Карамзино входила в состав Коптевской волости Зубцовского уезда, 47 дворов, 256 жителей.
Братская могила солдат Красной армии, погибших во время Ржевской битвы 1942—1943 годов.